# Thamnurgides
Thamnurgides är ett släkte av skalbaggar. Thamnurgides ingår i familjen vivlar.

## Dottertaxa tillThamnurgides, i alfabetisk ordning[1]
- Thamnurgides alternatus
- Thamnurgides aspericollis
- Thamnurgides ater
- Thamnurgides bambusae
- Thamnurgides barbatus
- Thamnurgides brevipilosus
- Thamnurgides calapanus
- Thamnurgides cinnamomi
- Thamnurgides corticus
- Thamnurgides cubanus
- Thamnurgides curtus
- Thamnurgides cyperi
- Thamnurgides depressus
- Thamnurgides dipterocarpi
- Thamnurgides duplopilosus
- Thamnurgides gedeanus
- Thamnurgides glandis
- Thamnurgides himalayensis
- Thamnurgides indicus
- Thamnurgides insularis
- Thamnurgides litoralis
- Thamnurgides longicollis
- Thamnurgides masoni
- Thamnurgides monoceros
- Thamnurgides myristicae
- Thamnurgides nephelii
- Thamnurgides opacifrons
- Thamnurgides parvus
- Thamnurgides persicae
- Thamnurgides punctatus
- Thamnurgides punctipennis
- Thamnurgides rubidus
- Thamnurgides rugicollis
- Thamnurgides setosus
- Thamnurgides shanorum
- Thamnurgides striatus
- Thamnurgides tahitensis
- Thamnurgides tutuilensis
- Thamnurgides uniseriatus
- Thamnurgides variabilis
- Thamnurgides vateriae
- Thamnurgides vicarius